# Campionati europei di trampolino elastico 1975
I Campionati europei di trampolino elastico 1975 sono stati la 4ª edizione della competizione organizzata dalla Unione Europea di Ginnastica. Si sono svolti a Basilea, in Svizzera.

## Medagliere
| Posiz. | Nazione          | Oro | Argento | Bronzo | Totale |
| ------ | ---------------- | --- | ------- | ------ | ------ |
| 1      | Unione Sovietica | 3   | 4       | 1      | 8      |
| 2      | Germania Ovest   | 1   | 0       | 3      | 4      |
| Totale | Totale           | 4   | 4       | 4      | 12     |

## Podi
| Evento                  | Oro              | Argento          | Bronzo            |
| Individuale maschile    | Eugeni Jakovenko | Sergei Lobanov   | Nikolai Schmeliov |
| Individuale femminile   | Svetlana Levina  | Olga Starikova   | Ute Scheile       |
| Sincronizzato maschile  | Unione Sovietica | Unione Sovietica | Germania Ovest    |
| Sincronizzato femminile | Germania Ovest   | Unione Sovietica | Germania Ovest    |